# Amento

Schema dell'amento

In botanica, con il termine amento s'intende un'infiorescenza a grappolo, generalmente pensile, caratteristica di certi alberi, specialmente del sottordine Hamamelidae, le famiglie Salicaceae e Fagaceae.

## Descrizione
L'amento consiste in una spiga articolata dalla sua base e composta di fiori di uno stesso sesso, poiché ci sono amenti maschili, più allungati, e amenti femminili. I fiori sono semplici, senza petali né sepali, i maschili sono ridotti agli stami e i femminili allo stigma.
Gli amenti appaiono in primavera, generalmente prima delle foglie.
In queste classi di piante, l'impollinazione è anemofila, vale a dire che il trasporto del polline, molto abbondante, viene a realizzarsi tramite il vento.
Il polline di alcuni alberi può essere, per la specie umana, una fonte di allergia.

## Galleria d'immagini

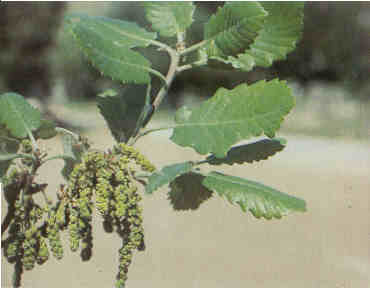
Amenti in un quejigo (Quercus canariensis)
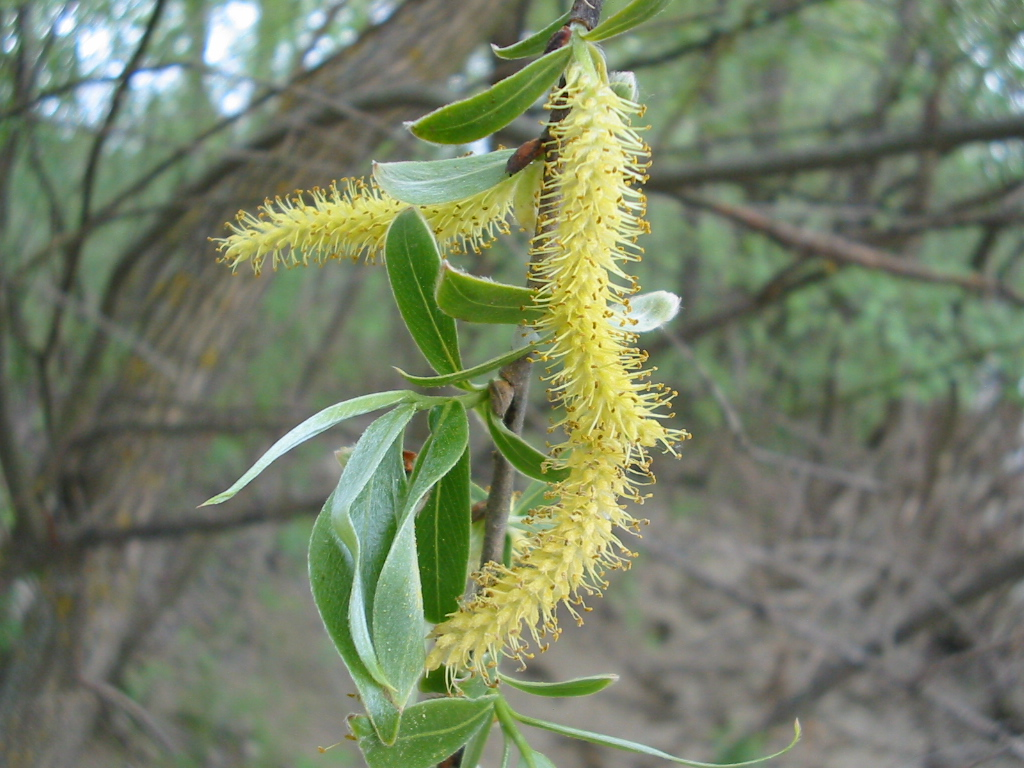
Un amento maschile in un salice (Salix)
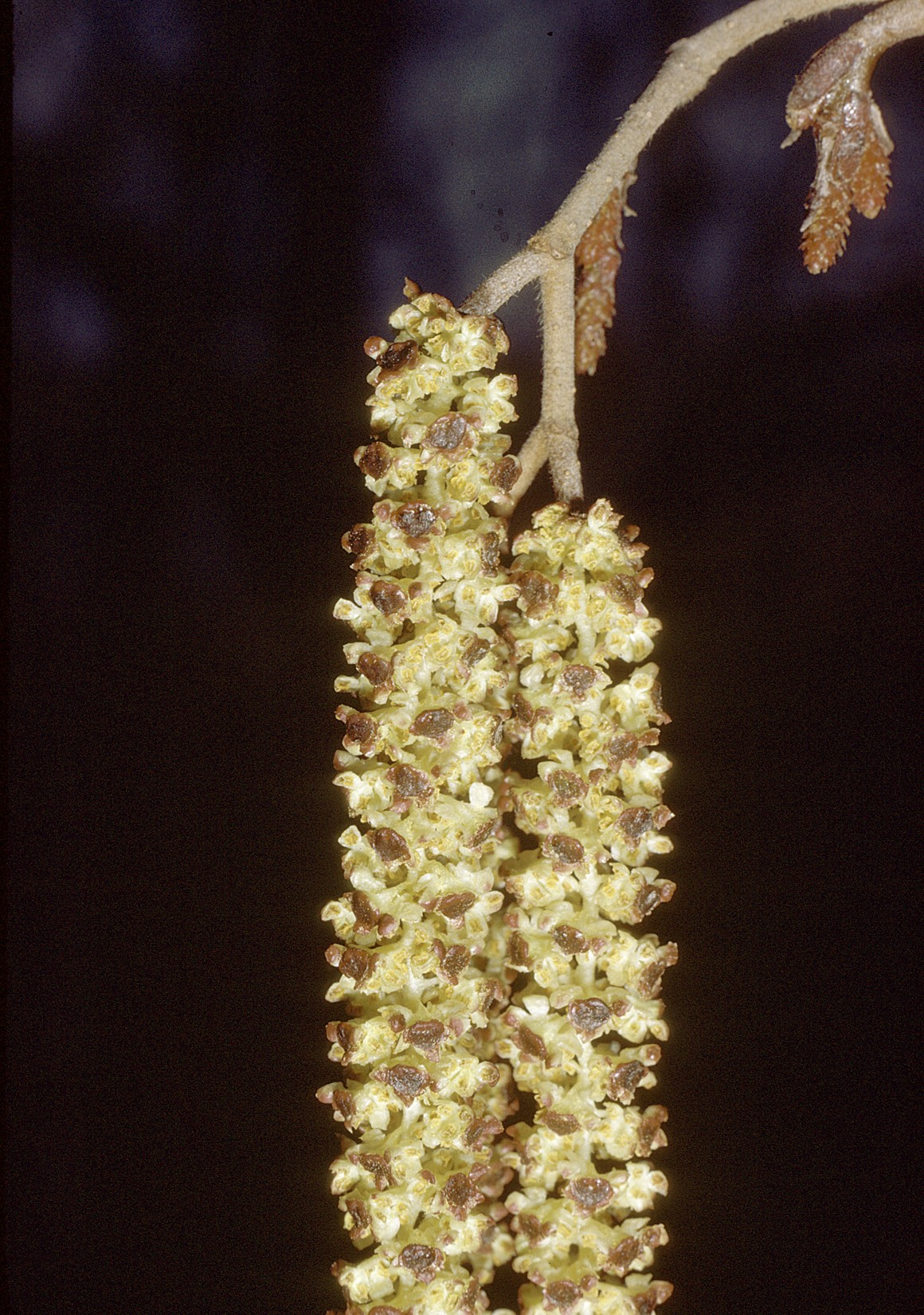
Alnus incana